# 馬丁·蘇維門迪
馬丁·蘇比文迪·伊瓦涅斯（1999年2月2日—），西班牙足球運動員，現效力英超球會阿森纳、西班牙國家足球隊成員，司職中場。他曾隨國奧隊參加2020年夏季奧運，結果獲得銀牌。

## 俱樂部生涯
馬丁·蘇比文迪·伊巴涅斯1999年2月2日出生於聖塞瓦斯蒂安，出道於皇家社會青訓營。在2019年4月28日皇家社會主場2-1擊敗赫塔費的比賽中上演了自己的一線隊首秀，他在比賽的下半場換下了魯本·。
2021年4月，蘇比文迪隨皇家社會奪得延期一年舉辦的2019-20賽季國王杯冠軍。

### 阿森納
2025年7月6日，蘇比文迪與英超球會阿森纳簽訂了一份長期合約，據報道價值約為5500萬英鎊。

## 國家隊生涯
由於塞尔希奥·布斯克茨的COVID-19檢測呈陽性，一些國家隊球員被隔離，西班牙21歲以下國家足球隊被徵召參加2021年6月8日對陣立陶宛的國際友誼賽。蘇比文迪在這場比賽中完成了他的成年隊首秀。
2021年夏天，蘇比文迪隨西班牙國奧隊參加東京奧運會，並在男足決賽中首發登場，最終球隊1-2不敵巴西國奧隊，獲得東京奧運會男足銀牌。
2024年歐洲足球錦標賽，蘇比文迪隨西班牙贏得了2024年欧洲足球锦标赛冠軍。

## 比賽風格
蘇比門迪多才多藝的比賽風格讓人與著名球員相提並論，尤其是塞尔希奥·布斯克茨。他展現出了冷靜和控制力，指導比賽並調整比賽節奏。他的角色包括從較深的位置發動戰鬥，展示精準的決策能力。蘇比門迪在接傳球和創造空間方面的天賦讓人想起布斯克茨，反映了對比賽的深刻理解和創造機會的藝術。此外，他的技術能力，包括盤帶和深度跑動，與頂級中場球員相一致，而他在狹小空間的控球能力反映了哈維·阿隆索和大衛·席爾瓦等球員的特質。

## 榮譽
皇家社會
- 西班牙國王盃：2019–20[14]

西班牙 U23
- 奧林匹克運動會足球比賽銀牌：2020年

西班牙
- 歐洲足協國家聯賽冠軍：2022–23年[15]

- 欧洲足球锦标赛冠軍：2024年

## 外部連結
- Real Sociedad profile （页面存档备份，存于） （西班牙語）
- 馬丁·蘇維門迪在BDFutbol中的档案
- Soccerway資料庫：馬丁·蘇維門迪